# Municipio de Freda
El municipio de Freda (en inglés: Freda Township) es un municipio ubicado en el condado de Grant en el estado estadounidense de Dakota del Norte. En el año 2010 tenía una población de 10 habitantes y una densidad poblacional de 0,11 personas por km².

## Geografía
El municipio de Freda se encuentra ubicado en las coordenadas 46°18′41″N 101°5′2″O / 46.31139, -101.08389. Según la Oficina del Censo de los Estados Unidos, el municipio tiene una superficie total de 93.13 km², de la cual 93,02 km² corresponden a tierra firme y (0,11 %) 0,1 km² es agua.

## Demografía
Según el censo de 2010, había 10 personas residiendo en el municipio de Freda. La densidad de población era de 0,11 hab./km². De los 10 habitantes, el municipio de Freda estaba compuesto por el 100 % blancos. Del total de la población el 0 % eran hispanos o latinos de cualquier raza.